# Campeonato Mundial de Atletismo Júnior de 2014 - 800 m masculino
A prova dos 800 metros rasos masculino do Campeonato Mundial de Atletismo Júnior de 2014 ocorreu entre os dias 25 e 27 de julho em Eugene, nos Estados Unidos. 

## Recordes
Antes desta competição, os recordes mundiais e do campeonato nesta prova eram os seguintes:
|     | Nome       | Nacionalidade | Tempo   | Local     | Data                |
| --- | ---------- | ------------- | ------- | --------- | ------------------- |
| WJR | Nijel Amos | Botswana      | 1:41.73 | Londres   | 9 de agosto de 2012 |
| CR  | Nijel Amos | Botswana      | 1:43.79 | Barcelona | 15 de julho de 2012 |

## Medalhistas
| Ouro                  | Prata                           | Bronze                |
| Alfred Kipketer (KEN) | Joshua Tiampati Masikonde (KEN) | Andreas Almgren (SWE) |

## Cronograma
Todos os horários são locais (UTC-7).
| Data        | Hora  | Evento        |
| ----------- | ----- | ------------- |
| 25 de julho | 12:50 | Eliminatórias |
| 26 de julho | 16:25 | Semifinal     |
| 27 de julho | 16:15 | Final         |

## Resultados

### Eliminatórias
Qualificação: Os 3 primeiros de cada bateria (Q) e os 6 tempos mais rápidos (q). 
Bateria 1
| Posição | Atleta                  | Nacionalidade                  | Raia | Tempo   | Notas           |
| ------- | ----------------------- | ------------------------------ | ---- | ------- | --------------- |
| 1       | Luke Mathews            | Austrália                      | 1    | 1:50.76 | Q               |
| 2       | Kalle Berglund          | Suécia                         | 7    | 1:50.99 | Q               |
| 3       | Mamush Lencha           | Etiópia                        | 8    | 1:51.23 | Q               |
| 4       | Andrés Arroyo           | Porto Rico                     | 3    | 1:51.63 |                 |
| 5       | Marc Reuther            | Alemanha                       | 4    | 1:52.33 |                 |
| 6       | Rosel Lusanga Kafwa     | República Democrática do Congo | 5    | 1:54.81 | Recorde pessoal |
| 7       | Mohamed El Nour Mohamed | Catar                          | 2    | 1:55.17 |                 |
| 8       | Omar Rosales            | México                         | 6    | DSQ     | 163.3(a)        |

Nota:

IAAF Regra 163.3(a) – Violação da pista

Bateria 2
| Posição | Atleta                   | Nacionalidade  | Raia | Tempo   | Notas |
| ------- | ------------------------ | -------------- | ---- | ------- | ----- |
| 1       | Andreas Almgren          | Suécia         | 2    | 1:50.27 | Q     |
| 2       | Karl Griffin             | Irlanda        | 8    | 1:50.69 | Q     |
| 3       | Axel Vives               | Espanha        | 4    | 1:50.77 | Q     |
| 4       | Jordan Makins            | Austrália      | 1    | 1:51.02 |       |
| 5       | Robert Heppenstall       | Canadá         | 6    | 1:51.66 |       |
| 6       | Jonas Schöpfer           | Suíça          | 5    | 1:52.26 |       |
| 7       | Kristian Uldbjerg Hansen | Dinamarca      | 7    | 1:52.35 |       |
| 8       | Myles Marshall           | Estados Unidos | 3    | 1:53.98 |       |

Bateria 3
| Posição | Atleta                     | Nacionalidade  | Raia | Tempo   | Notas |
| ------- | -------------------------- | -------------- | ---- | ------- | ----- |
| 1       | Alfred Kipketer            | Quênia         | 4    | 1:49.80 | Q     |
| 2       | Tony van Diepen            | Países Baixos  | 5    | 1:50.04 | Q     |
| 3       | Tre'tez Kinnaird           | Estados Unidos | 8    | 1:50.07 | Q     |
| 4       | Nasredine Khatir           | França         | 2    | 1:50.18 | q     |
| 5       | Elijah Silva               | Canadá         | 3    | 1:51.26 |       |
| 6       | Utku Çobanoğlu             | Turquia        | 6    | 1:51.73 |       |
| 7       | Abraham Tsegay Tesfamariam | Eritreia       | 1    | 1:52.16 |       |
| 8       | Gergő Kiss                 | Hungria        | 7    | 1:52.73 |       |

Bateria 4
| Posição | Atleta                  | Nacionalidade     | Raia | Tempo   | Notas |
| ------- | ----------------------- | ----------------- | ---- | ------- | ----- |
| 1       | Jena Umar               | Etiópia           | 4    | 1:49.44 | Q     |
| 2       | Kyle Langford           | Reino Unido       | 3    | 1:49.73 | Q     |
| 3       | Enrico Riccobon         | Itália            | 7    | 1:49.96 | Q     |
| 4       | Konstantin Tolokonnikov | Rússia            | 8    | 1:50.19 | q     |
| 5       | Vincent Hazeleger       | Países Baixos     | 2    | 1:50.90 |       |
| 6       | Kevon Robinson          | Jamaica           | 6    | 1:51.89 |       |
| 7       | Jesús Tonatiu López     | México            | 5    | 1:52.59 |       |
| 8       | Nicholas Landeau        | Trinidad e Tobago | 1    | 1:56.40 |       |

Bateria 5
| Posição | Atleta                    | Nacionalidade | Raia | Tempo   | Notas |
| ------- | ------------------------- | ------------- | ---- | ------- | ----- |
| 1       | Joshua Tiampati Masikonde | Quênia        | 3    | 1:47.84 | Q     |
| 2       | Thiago André              | Brasil        | 5    | 1:48.05 | Q     |
| 3       | Dominik Stadlmann         | Áustria       | 1    | 1:49.07 | Q,    |
| 4       | Aurèle Vandeputte         | Bélgica       | 4    | 1:49.40 | q     |
| 5       | Yan Sloma                 | Bielorrússia  | 6    | 1:49.48 | q,    |
| 6       | Lucijan Zalokar           | Eslovênia     | 2    | 1:49.84 | q     |
| 7       | Lorenzo Pilati            | Itália        | 7    | 1:51.87 |       |
| 8       | Pol Moya                  | Andorra       | 8    | 1:58.44 |       |

Bateria 6
| Posição | Atleta                  | Nacionalidade | Raia | Tempo   | Notas |
| ------- | ----------------------- | ------------- | ---- | ------- | ----- |
| 1       | Nikolaus Franzmair      | Áustria       | 3    | 1:49.30 | Q     |
| 2       | Theo Blundell           | Reino Unido   | 6    | 1:49.89 | Q     |
| 3       | Andrés González         | Porto Rico    | 1    | 1:50.10 | Q,    |
| 4       | Takieddine Hedeilli     | Argélia       | 4    | 1:50.15 | q     |
| 5       | Alberto Guerrero        | Espanha       | 2    | 1:50.53 |       |
| 6       | Abubaker Haydar Abdalla | Catar         | 7    | 1:50.79 |       |
| 7       | Jawad Douhri            | Marrocos      | 8    | 1:51.76 |       |
| 8       | Robert Tully            | Irlanda       | 5    | 1:52.86 |       |

### Semifinal
Qualificação: Os 2 primeiros de cada bateria (Q) e os 2 tempos mais rápidos (q). 
Semifinal 1
| Posição | Atleta            | Nacionalidade | Raia | Tempo   | Notas |
| ------- | ----------------- | ------------- | ---- | ------- | ----- |
| 1       | Alfred Kipketer   | Quênia        | 3    | 1:48.67 | Q     |
| 2       | Kyle Langford     | Reino Unido   | 6    | 1:48.76 | Q     |
| 3       | Jena Umar         | Etiópia       | 5    | 1:48.81 | q     |
| 4       | Tony van Diepen   | Países Baixos | 1    | 1:50.86 |       |
| 5       | Andrés González   | Porto Rico    | 2    | 1:51.53 |       |
| 6       | Aurèle Vandeputte | Bélgica       | 4    | 1:51.57 |       |
| 7       | Dominik Stadlmann | Áustria       | 7    | 1:52.73 |       |
| 8       | Luke Mathews      | Austrália     | 8    | 1:55.92 |       |

Semifinal 2
| Posição | Atleta                    | Nacionalidade | Raia | Tempo   | Notas |
| ------- | ------------------------- | ------------- | ---- | ------- | ----- |
| 1       | Joshua Tiampati Masikonde | Quênia        | 5    | 1:48.09 | Q     |
| 2       | Andreas Almgren           | Suécia        | 3    | 1:48.87 | Q     |
| 3       | Nasredine Khatir          | França        | 4    | 1:49.79 |       |
| 4       | Karl Griffin              | Irlanda       | 6    | 1:49.97 |       |
| 5       | Lucijan Zalokar           | Eslovênia     | 2    | 1:50.06 |       |
| 6       | Yan Sloma                 | Bielorrússia  | 1    | 1:50.19 |       |
| 7       | Axel Vives                | Espanha       | 7    | 1:50.81 |       |
| 8       | Theo Blundell             | Reino Unido   | 8    | 1:51.12 |       |

Semifinal 3
| Posição | Atleta                  | Nacionalidade  | Raia | Tempo   | Notas |
| ------- | ----------------------- | -------------- | ---- | ------- | ----- |
| 1       | Tre'tez Kinnaird        | Estados Unidos | 6    | 1:48.04 | Q     |
| 2       | Thiago André            | Brasil         | 5    | 1:48.16 | Q     |
| 3       | Kalle Berglund          | Suécia         | 2    | 1:48.57 | q,    |
| 4       | Nikolaus Franzmair      | Áustria        | 3    | 1:48.94 |       |
| 5       | Enrico Riccobon         | Itália         | 8    | 1:49.40 |       |
| 6       | Takieddine Hedeilli     | Argélia        | 1    | 1:51.28 |       |
| 7       | Mamush Lencha           | Etiópia        | 4    | 1:51.41 |       |
| 8       | Konstantin Tolokonnikov | Rússia         | 7    | DNF     |       |

### Final
A prova final foi realizada no dia 27 de julho às 16:15.  
| Posição           | Atleta                    | Nacionalidade  | Raia | Tempo   | Notas           |
| ----------------- | ------------------------- | -------------- | ---- | ------- | --------------- |
| Medalha de ouro   | Alfred Kipketer           | Quênia         | 4    | 1:43.95 | WJL             |
| Medalha de prata  | Joshua Tiampati Masikonde | Quênia         | 6    | 1:45.14 | Recorde pessoal |
| Medalha de bronze | Andreas Almgren           | Suécia         | 3    | 1:45.65 | NJR             |
| 4                 | Thiago André              | Brasil         | 8    | 1:46.06 | Recorde pessoal |
| 5                 | Jena Umar                 | Etiópia        | 5    | 1:46.23 | Recorde pessoal |
| 6                 | Tre'tez Kinnaird          | Estados Unidos | 1    | 1:47.13 | Recorde pessoal |
| 7                 | Kalle Berglund            | Suécia         | 2    | 1:47.31 | Recorde pessoal |
| 8                 | Kyle Langford             | Reino Unido    | 7    | 1:55.21 |                 |

Legenda
| Recorde mundial       | Recorde mundial (World record)               |                       | Recorde africano                      | Recorde africano (African) |                                           | Q | Classificado por posição (Qualified) |
| Recorde do campeonato | Recorde do campeonato (Championship record)  | Recorde da América    | Recorde da América (Americas)         | q                          | Classificado por melhor tempo (Qualified) |   |                                      |
| Melhor marca do ano   | Melhor marca do ano (World leading)          | Recorde asiático      | Recorde asiático (Asian)              | DNS                        | Não largou (Did not start)                |   |                                      |
| Recorde nacional      | Recorde nacional (National record)           | Recorde europeu       | Recorde europeu (European)            | DNF                        | Não terminou (Did not finish)             |   |                                      |
| Recorde pessoal       | Recorde pessoal do atleta (Personal best)    | Recorde da Oceania    | Recorde da Oceania (Oceania)          | DSQ / DQ                   | Desclassificado (Disqualified)            |   |                                      |
| Recorde da temporada  | Recorde da temporada do atleta (Season best) | Recorde sul-americano | Recorde sul-americano (South America) | NM                         | Sem marca (No mark)                       |   |                                      |